# Cyclograpsus lavauxi
Cyclograpsus lavauxi is een krabbensoort uit de familie van de Varunidae. De wetenschappelijke naam van de soort is voor het eerst geldig gepubliceerd in 1853 door H. Milne Edwards.